# Limatula setifera
Limatula setifera är en musselart som beskrevs av Dall 1886. Limatula setifera ingår i släktet Limatula och familjen filmusslor. Inga underarter finns listade i Catalogue of Life.